# Tortas de Aceite

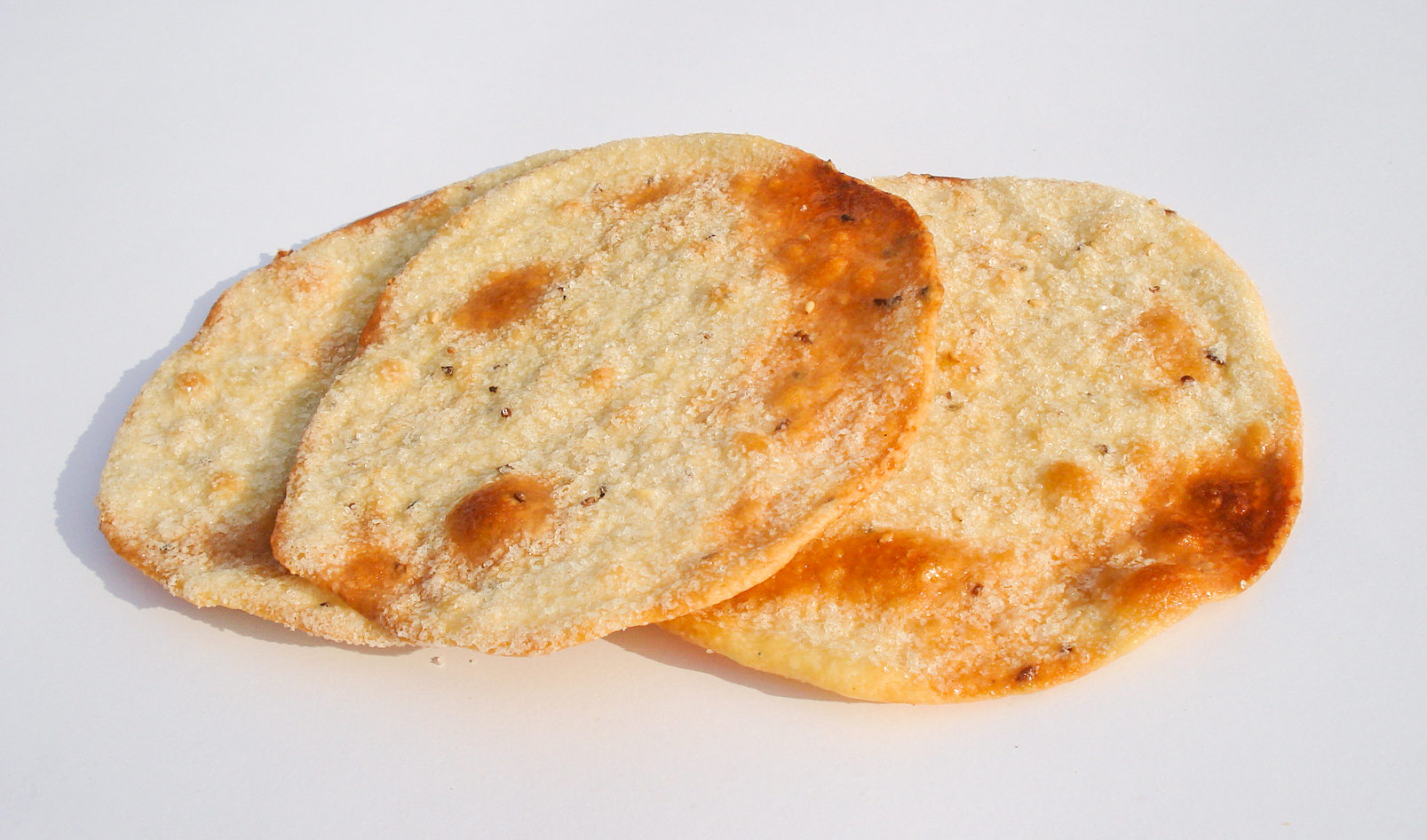
Tortas de Aceite

Tortas de Aceite (deutsch: Olivenöl-Tortas) sind ein rundes, sehr dünnes und knuspriges Gebäck, das seit Jahrhunderten vor allem in Spanien genossen wird.
Der wahre Ursprung der Tortas de Aceite ist bis heute nicht bekannt. Auf der einen Seite gibt es Versionen, die als Herkunft ein arabisches Rezept erwähnen, und auf der anderen Seite wird von einem süßen Feingebäck in Südspanien gesprochen. In der Novelle Guzmán de Alfarache von Mateo Alemán wird um 1600 bereits die Torta de Aceite erwähnt. Auch Miguel de Cervantes spricht in Don Quijote von „tortas“.
Die Zutaten sind Weizenmehl, natives Olivenöl, Zucker, Salz, Hefe, Sesam, Anis und Anisextrakt.
Alle Daten über die Ursprünge der Olivenöl-Tortas haben eines gemeinsam: Man spricht von  handgemachten „Tortas“  auf Mehl- und Zuckerbasis, die sich über die Jahrhunderte entwickelt haben. Die Olivenöl-Tortas sind heute weltweit bekannt. Es gibt in Spanien inzwischen große Fabriken, in denen die Olivenöl-Tortas mehr maschinell hergestellt werden, aber auch kleine Hersteller, die immer noch nach dem traditionellen Herstellungsverfahren braunen Rohrzucker von Hand hinzugeben.
Das spanische Außenhandelsinstitut (Instituto Español de Comercio Exterior; ICEX) erwähnt am 24. April 2013 in seinem Bericht Spreading The World About Spanish Foods erstmals Kombinationen von Tortas de Aceite mit Manchego-Käse.
Seit dem 6. Juni 2013 sind die Olivenöl-Tortas „Tortas de Aceite de Castilleja de la Cuesta“ als garantiert traditionelle Spezialität (g. t. S., spanisch: Especialidad tradicional garantizada (ETG)) geschützt. Diese Tortas de Aceite unterscheiden sich im Wesentlichen dadurch, dass sie mit Invertzucker hergestellt werden. Bei der Herstellung der ursprünglichen originalen Tortas de Aceite kannte man noch keinen Invertzucker (Spanisch: Azucár invertida).